# Assa Abloy
Assa Abloy AB — шведская группа компаний, предлагающая продукцию и услуги, связанные с замками, дверями, воротами и автоматизацией входов. К сопутствующим продуктам и услугам относятся системы контроля доступа и подтверждения личности с помощью ключей, карт, меток, мобильных устройств и биометрических систем проверки личности.
Компания Assa Abloy была основана в 1994 году, когда компания Assa AB отделилась от шведской охранной фирмы Securitas AB. Вскоре после этого компания Assa AB объединилась с финским производителем замков высокого уровня безопасности Abloy Oy, который базировался в Йоэнсуу и являлся дочерним подразделением компании Wärtsilä. В том же году компания была представлена на Стокгольмской фондовой бирже. С тех пор компания Assa Abloy совершила более 300 приобретений, в том числе Yale, Chubb Locks, Medeco в США, Mul-T-Lock в Израиле и Fichet-Bauche во Франции. Двумя крупнейшими акционерами компании являются Latour и Melker Schörling AB.

## Название
Компания Assa Abloy была основана в 1994 году в результате слияния двух компаний — Assa и Abloy. Assa расшифровывается как August Stenman Stenman August. Название Abloy происходит от сокращения шведско-финского двуязычного названия Ab Låsfabriken Lukkotehdas Oy, что буквально означает «Корпорация». В 1919 году компания Lock Factory Lock Factory Corp. (сначала Corp. и Låsfabriken со шведского, затем Lukkotehdas и Corp. с финского) была переименована в Aktiebolag Lukko Osakeyhtiö, что буквально означает Corp. Lock Corp.

## История
Компания Assa Abloy была образована в 1994 году в результате слияния шведской фирмы ASSA и финского производителя замков повышенной безопасности Abloy. В том же году компания была представлена на Стокгольмской фондовой бирже.
Из региональной компании с 4700 сотрудниками в 1994 году компания Assa Abloy превратилась в глобальную группу с 61000 сотрудниками в 2023 году. Компания ежегодно увеличивала свою прибыль более, чем на 9%, и в настоящее время осуществляет свою деятельность в более, чем 70 странах.
В 2022 году выручка компании составила 120793 млн крон. В 2023 году выручка от продаж составила 140 716 млн. Рост на 16% был обусловлен, в основном, изменением обменного курса.

## Бренды
- ASSA (Швеция)[16]
- Abloy (Йоэнсуу и Хельсинки, Финляндия)[17]
- Arrow (США)[18][19]
- August Home (США)[20]
- Besam (Швеция)
- Baron (Канада)[21]
- Corbin Russwin (США)[22]
- Carlisle Brass (Великобритания)
- FAB (Чехия)
- Guoqiang (Китай)
- HID (Hughes Identification Devices) (США)
- HKC Security (Ирландия)
- Ikon (Германия)
- JPM (Jean Pierre Maquennehen) (Франция)
- Kwikset[23]
- Keso (Keller & Sohn) (Швейцария)
- LaFonte (Бразилия)
- LIPS (Нидерланды)
- Litto (Littoral) (Бельгия)
- Lockwood (Австралия)
- Lorient (Великобритания)
- MAUER (Болгария)
- Medeco (Mechanical Development Company) (Болгария)
- Mul-T-Lock (Израиль)
- NEMEF (Нидерланды)
- Papaiz (Бразилия)
- Phillips (Мексика)
- PTI (Preffered Technology Incorporated) Security Systems (США)
- Rixson (США)
- Ruko (Rudolf Koreska) (Дания)
- Tesa (Talleres Eskoriaza Sociedad Annonima) (Испания)
- Traka (Великобритания)[24]
- Silvana (Бразилия)
- SKIDATA (Австрия)[25]
- St Guchi (Малайзия)
- Sure-Loc Hardware (США)[26]
- Udinese (Бразилия)
- Union (Великобритания)
- Vachette (Франция)
- VingCard Elsafe (Норвегия)
- Yale (кроме США и Канады)
- Securitech (США)